# MoveForwardProject
Das MoveForwardProject war eine internationale Schülerinitiative, die im März 2013 von einem Zusammenschluss ehemaliger und aktiver Schülervertreter in Deutschland gegründet wurde und bis Dezember 2013 bestand. Ziel der Initiative war die Förderung und Verbesserung des Bildungswesens und des Lebensraums Schule auf dem afrikanischen Kontinent. Um dieses Ziel zu erreichen, rief das MoveForwardProject eine globale Fundraisingaktion ins Leben, die die Pionierarbeit der Organisation Modellschulen für Afrika / Institut für interkulturelles und innovatives Lernen finanziell unterstützen sollte.
Ziel dieses Instituts, das vom ehemaligen Bundeskoordinator der deutschen UNESCO-Projektschulen, Karl-Heinz Köhler, gegründet wurde, ist es, Modellschulen auf dem afrikanischen Kontinent aufzubauen, die europäische und afrikanische Bildungskonzepte verbinden, um einen interkulturellen Dialog auf Augenhöhe zu erschaffen, der ein Unterrichtsmodell nach modernen und humanen Methodiken anstrebt. Die Arbeit der Organisation wird weitestgehend durch Spenden und die Deutsche UNESCO-Kommission, die als Schirmherr fungiert, finanziert.

## Aufbau
Das MoveForwardProject wurde ursprünglich als interkulturelles Schülervertretungsprojekt einer einzelnen deutschen Schule gestartet, entwickelte sich jedoch zu einer eigenständigen Initiative mit einem Team von mehr als 50 Schülern weltweit. Die Spitze der Initiative bildete die Projektleitung, bestehend aus verschiedenen Schülervertretern aus Deutschland und Österreich. Unterstützt durch Berater führten internationale Schülergruppen in 10 Ländern Fundraisingaktionen durch. Zu den teilnehmenden Ländern gehörten Deutschland, Österreich, die Schweiz, Belgien, Frankreich, Norwegen, Südkorea, Neuseeland, Kanada und Tansania. Über den gesamten Projektzeitraum wurde das Projekt von Schülern betreut, konzipiert, organisiert und durchgeführt. Berufstätige und Studenten unterstützten das Projekt lediglich zeitweise in beratender Funktion.

## Projektarbeit
Die Arbeit des MoveForwardProjects dauerte von März 2013 bis Dezember 2013. Ziel der Fundraisingaktionen war es, binnen neun Monaten mindestens 10.000 € an Spenden für Modellschulen für Afrika / Institut für interkulturelles und innovatives Lernen zu sammeln. Durch Teilnahme von Schulen in Deutschland, Österreich und Neuseeland, Street fundraisings in Südkorea, Benefizkonzerten und Wohltätigkeitsverkaufsaktionen weltweit wurde im Dezember 2013 ein Spendenstand von 15.300 € verzeichnet, der ohne Abzüge an die zu unterstützende Organisation weitergereicht wurde. Außerdem reiste eine Delegation der Projektleitung im September 2013 zur ersten von Modellschulen für Afrika / Institut für interkulturelles und innovatives Lernen errichteten Schule,
der One World Secondary School Kilimanjaro in Tansania. Dort machte sich das Projektteam ein Bild von der Entwicklungszusammenarbeit des Spendenempfängers, drehte einen 40-minütigen Dokumentationsfilm und unterstützte die Schulleitung bei der Organisation der ersten euro-afrikanischen Jugendakademie, die als Teil des interkulturellen Schulprogramms zum ersten Mal Ende September 2013 an der One World Secondary School stattfand.

## Unterstützung
Unterstützer des MoveForwardProject waren Organisationen, Banken, Privatpersonen und Schulen der teilnehmenden Länder.
Als Schirmherren konnten der deutsche Gesundheitsminister Hermann Gröhe, die tansanische UNESCO-Generalsekretärin Elizabeth Kiondo und der deutsch-äthiopische Unternehmensberater Asfa-Wossen Asserate gewonnen werden.

## Wirkung
Nachdem die Arbeit des MoveForwardProjects im Dezember 2013 beendet wurde, schlossen sich Hauptakteure der Initiative Mitte 2014 erneut zusammen und gründeten am 18. Januar 2015 die offizielle Nachfolge-Organisation, namens Mavericks Foundation e.V., eine junge Non-Profit-Organisation, die in der Entwicklungszusammenarbeit tätig ist.